# Nancy Springer
Nancy Springer (Montclair, 5 luglio 1948) è una scrittrice statunitense di romanzi gialli, di fantascienza e per ragazzi.

## Biografia
Nata a Montclair, New Jersey, nel 1948, vive e lavora in Florida.
Ha ottenuto un Bachelor of Arts al Gettysburg College nel 1970 e in seguito ha esercitato la professione di insegnante e istruttrice nei college e nelle università.
Autrice di numerosi romanzi e racconti che spaziano dalla fantascienza al giallo passando per la narrativa young adult e per l'infanzia, ha ricevuto svariati premi letterari come il James Tiptree Jr. e l'Edgar Award.
Insegna scrittura creativa allo York College, in Pennsylvania.

## Opere principali

### Romanzi
- Wings of Flame (1985)
- Chains of Gold (1986)
- A Horse to Love (1987)
- The Hex Witch of Seldom (1988)
- Not on a White Horse (1988)
- Apocalypse (1989)
- They're All Named Wildfire (1989)
- Red Wizard (1990)
- Colt (1991)
- Damnbanna (1992)
- The Friendship Song (1992)
- The Great Pony Hassle (1993)
- Toughing It (1994)
- The Blind God is Watching (1994)
- Larque on the Wing (1994)
- The Boy on a Black Horse (1994)
- Metal Angel (1994)
- Looking for Jamie Bridger (1996)
- Fair Peril (1996)
- Secret Star (1997)
- Mordred (I Am Mordred, 1998), Milano, Mondadori, 2002 traduzione di Antonella Borghi ISBN 88-04-50726-8.
- Sky Rider (1999)
- Plumage (2000)
- Separate Sisters (2001)
- I am Morgan le Fay (2001)
- Needy Creek (2001)
- Blood Trail (2003)
- Dussie (2007)
- Somebody (2009)
- Possessing Jessie (2010)
- Dark Lie (2012)
- My Sister’s Stalker (2012)
- Drawn into Darkness (2013)
- The Oddling Prince (2018)

### Serie Isle
- Il libro di Isle (The White Hart, 1979), Milano, Mondadori Urania Fantasy N. 6, 1988 traduzione di Gaetano Staffilano
- Il sole d'argento (The Silver Sun, 1980), Milano, Mondadori Urania Fantasy N. 14, 1988 traduzione di Gaetano Staffilano
- The Sable Moon (1981)
- The Black Beast (1982)
- The Golden Swan (1983)

### Serie Sea King
- Madbond (1987)
- Mindbond (1987)
- Godbond (1988)

### Serie Rowan Hood
- Rowan Hood: Outlaw Girl of Sherwood Forest (2001)
- Lionclaw (2002)
- Outlaw Princess of Sherwood (2003)
- Wild Boy (2004)
- Rowan Hood Returns (2005)

### Serie Enola Holmes
- The Case of the Missing Marquess (2006)
- The Case of the Left-Handed Lady (2007)
- The Case of the Bizarre Bouquets (2008)
- The Case of the Peculiar Pink Fan (2008)
- The Case of the Cryptic Crinoline (2009)
- The Case of the Gypsy Goodbye (2010)

### Raccolte di racconti
- Chance and Other Gestures of the Hand of Fate (1985)
- Stardark Songs (1993)

## Alcuni riconoscimenti
- Premio James Tiptree Jr.: 1994 per Larque on the Wing
- Edgar Award per il miglior libro young adult: 1995 per Toughing It
- Edgar Award per il miglior libro per ragazzi: 1996 per Looking for Jamie Bridger